# Циклопентен
Циклопентен — представляет собой органическое соединение с молекулярной формулой (C5H8). Это бесцветная жидкость с бензиноподобным вкусом. Структура не плоская, но имеет изогнутую форму. Циклопентен производится промышленно в больших количествах. Он используется в качестве мономера для синтеза пластмасс, в дополнение к другим химическим синтезам.